# آخرین تعظیم
آخرین تعظیم (به انگلیسی: His Last Bow) نام مجموعه ۷ داستان (۸ در آمریکا و مختلف در بریتانیا) شرلوک هولمز است که توسط آرتور کانن دویل نوشته شده‌است. این مجموعه در سال ۱۹۱۷ منتشر شد.

## داستان‌ها
- «ماجرای عمارت ویستریا» The Adventure of Wisteria Lodge
- «ماجرای جعبه مقوایی» (این داستان در بیشتر نسخه‌های بریتانیایی خاطرات شرلوک هولمز وجود دارد) The Adventure of the Cardboard Box
- «ماجرای حلقه سرخ» The Adventure of the Red Circle
- «ماجرای نقشه‌های بروس-پارتینگتن» The Adventure of the Bruce-Partington Plans
- «ماجرای کارآگاه در حال مرگ» The Adventure of the Dying Detective
- «ناپدید شدن لیدی فرانسیس کارفکس» The Disappearance of Lady Frances Carfax
- «ماجرای پای شیطان» The Adventure of the Devil's Foot
- «آخرین تعظیم» His Last Bow